# Martyrs d'Angers

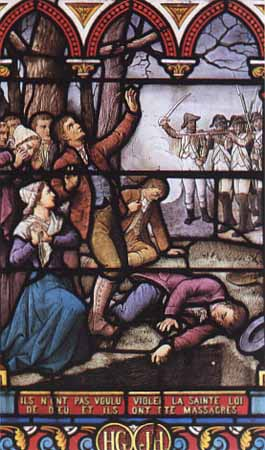
Vitrail de la chapelle Saint-Louis du Champ des Martyrs d'Avrillé.

Les martyrs d'Angers sont un groupe de 99 prêtres, religieuses et laïcs du diocèse d'Angers exécutés en 1793 et 1794 et béatifiés ensuite par le pape Jean-Paul II le 19 février 1984. Ces martyrs sont associés, dans la gloire de la béatification, au premier des leurs, l’abbé Noël Pinot, béatifié le 31 octobre 1926.
Ces personnes ont été choisies d'après des documents d'archives, leurs interrogatoires et le motif de leur condamnation — en haine de la foi — parce qu'il y avait la preuve qu'elles avaient témoigné de leur foi et qu'elles avaient montré et gardé leur fidélité à l'Église catholique, raison de leur mise à mort, de l'automne 1793 au printemps 1794. Parmi ce groupe hétérogène figurent douze prêtres, trois religieuses, douze dames nobles, six bourgeoises et soixante-six femmes issues du peuple dont une éducatrice et une chirurgienne.
Les personnes de grande importance et les prêtres sont guillotinés place du Ralliement à Angers, les autres fusillés dans un champ de la ferme Desvallois, dans l'ancien Prieuré de la Haie-aux-Bonshommes, à l'écart du bourg d'Avrillé et où plusieurs centaines d'autres personnes furent également fusillées. Au moins 2000 personnes reposent en ce lieu appelé « Champ des Martyrs ».

## Présentation

### Contexte
Plus de quatre ans après le début de la Révolution française, la Terreur est ordonnée ; elle est effective depuis le 5 septembre 1793 et en tenant compte du fait que depuis le 27 mars 1793 la Convention charge les tribunaux ordinaires de juger « révolutionnairement » : la commission militaire d'Angers est responsable de l'emprisonnement, de la mise à mort et de la déportation de milliers de personnes.
Le 17 octobre 1793 l'armée vendéenne est vaincue à la bataille de Cholet et acculée dans cette ville. Elle fait retraite et reflue vers la Loire qu'elle s'empresse de traverser à Saint-Florent-le-Vieil pour rejoindre les autres troupes royalistes au nord du fleuve ; c'est l'épisode de la Virée de Galerne où les chefs chouans escomptent un soutien anglais. Les Angevins qui n'auront pas suivi l'Armée catholique et royale seront pris au piège.

### La répression
Depuis le 27 novembre 1790 les prêtres ont l'obligation légale de prêter le serment de fidélité à la Constitution civile du clergé (après la chute de la monarchie, le serment dit « Liberté-Égalité » le remplace),. Les révolutionnaires entendent créer une Église française, détachée du pape, dirigée par des prêtres assermentés (et évêques) élus par des religieux et des laïcs[réf. nécessaire]. Dès 1793, les prêtres qui ne jurent pas sont proscrits et condamnés à la peine capitale s'ils sont pris, ainsi que les laïcs qui ont aidé ces prêtres ou bien ont préféré assister à leur messe. Il en est de même pour les religieuses qui ne veulent pas quitter l'habit.[réf. nécessaire]
À Angers, dirigés par les représentants en mission Nicolas Hentz et Adrien Francastel, les prisonniers passent en jugement sommaire devant les commissions militaires. La plupart des victimes sont fusillées : le jour de l’exécution, les prisonniers quittent Angers à pied, attachés deux par deux. Arrivés à Avrillé, la fosse est déjà creusée ; ils se placent au bord de la fosse et sont fusillés de dos. Plus de deux mille personnes sont fusillées en neuf fusillades du 12 janvier au 16 avril 1794.

### Mémoire des martyrs

#### Vers la chapelle Saint-Louis des Martyrs

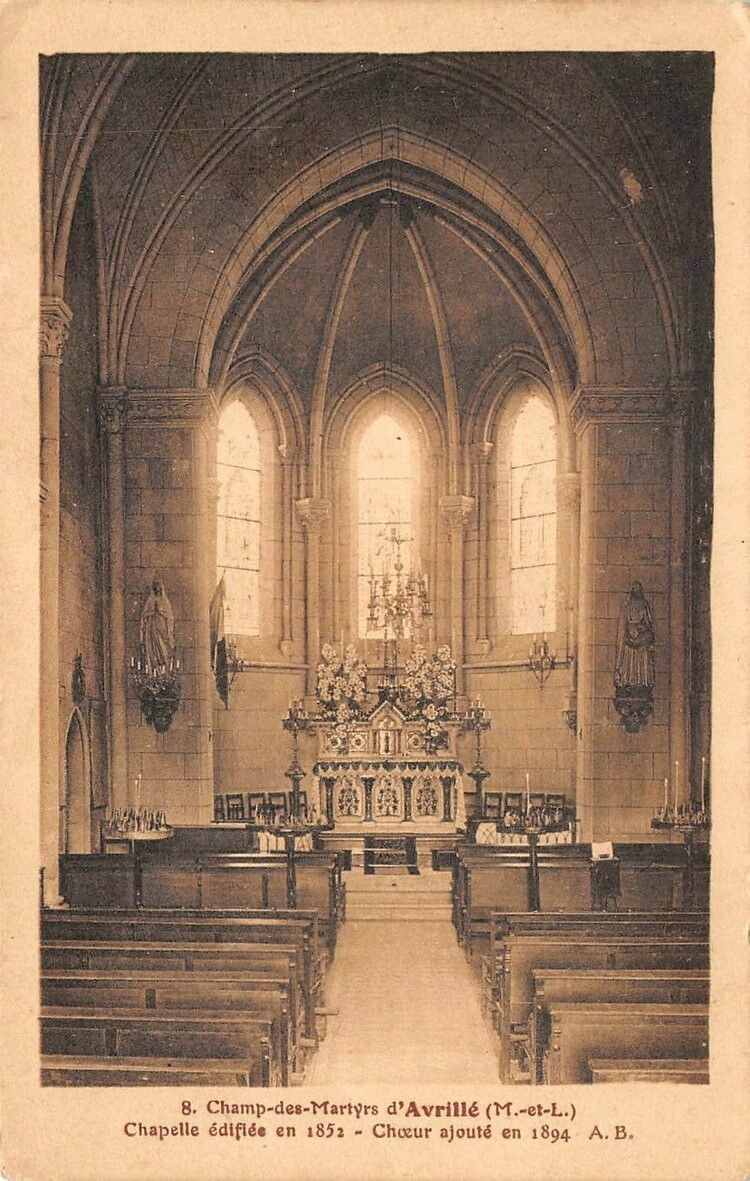
Chapelle Saint-Louis du Champ des Martyrs.

Dès la fin de la Terreur, en 1795, des hommes et des femmes viennent se recueillir à l'endroit des fusillades. L'abbé Simon Gruget qui traversa la période révolutionnaire est là ; il viendra plus tard dans ce sanctuaire en pleine nature, célébrer des messes en l'honneur des disparus. Une grande croix de bois est plantée dans ce Champ des Martyrs appelé ainsi désormais. La ferveur populaire se déploie ; des guérisons miraculeuses sont constatées. Commencée en 1851, une chapelle est achevée en 1852. Dédiée à Saint Louis, elle est agrandie dans les dernières années du XIXe siècle.

#### Vers la béatification
Joseph Rumeau, évêque d’Angers, introduit la cause d’un certain nombre de victimes mises à mort en haine de la foi et de l’Église catholique le 24 février 1905. Il y a lieu de promouvoir leur béatification et une commission est nommée pour recueillir les documents de la cause ; l'abbé François Uzureau rédige alors l'ouvrage sur le Champ des Martyrs et une notice individuelle sur Noël Pinot qui est béatifié par Pie XI le 31 octobre 1926.
En 1949, le journal La Croix publie les noms proposés pour la béatification. En 1951, le procès est ouvert et le chanoine Tricoire, archiviste diocésain est chargé du procès de béatification qui aboutit le 9 juin 1983 à un décret. La béatification est célébrée le 19 février 1984 au Vatican devant des milliers de fidèles venus de l'Ouest,,.
À cette occasion le pape Jean-Paul II déclare dans son homélie : « Les très nombreux martyrs qui, au diocèse d’Angers, au temps de la Révolution, ont accepté la mort parce qu’ils voulaient, selon le mot de Guillaume Repin, conserver leur foi et leur religion, fermement attachés à l'Église catholique et romaine ; prêtres, ils refusaient de prêter un serment jugé schismatique, ils ne voulaient pas abandonner leur charge pastorale ; laïcs, ils restaient fidèles à ces prêtres, à la messe célébrée par eux ». Leurs noms sont inscrits au Martyrologe romain.
Le 26 février 1984, une messe est célébrée à Angers par Jean Orchampt devant des milliers de personnes.

### Les 99 martyrs
Parmi les milliers de morts, 99 hommes et femmes dont douze sont des prêtres, trois des religieuses (deux sœurs de Saint Vincent de Paul et une moniale bénédictine des filles du Calvaire) et 84 des laïcs (4 hommes, 80 femmes).
Les douze prêtres, la religieuse Rosalie du Verdier de La Sorinière, Renée-Marie Feillatreau et Marie de La Dive sont guillotinés sur la place du Ralliement à Angers. Les 84 autres, de plus humble condition, sont fusillés en dehors de la ville, dans le champ désert de la ferme exploitée par le fermier Desvalloîs, républicain convaincu.
Le doyen de ce groupe de martyrs est le prêtre Guillaume Repin, exécuté à l'âge de 84 ans.

#### Guillotinés place du Ralliement à Angers
- le 30 octobre 1793 : Jean-Michel Langevin, prêtre diocésain, né le 28 septembre 1731 à Ingrandes ;
- le 1er janvier 1794 : Les frères Lego, René Lego, prêtre diocésain né le 5 octobre 1764 à La Flèche et Jean-Baptiste Lego, prêtre diocésain né le 13 mai 1766 à  La Flèche ;
- le 2 janvier 1794 : Guillaume Repin, prêtre diocésain, né le 26 août 1709 à Thouarcé et Laurent Batard, prêtre diocésain, né le 4 février 1744 à Saint-Maurille de Chalonnes-sur-Loire ;
- le 5 janvier 1794 : Jacques Ledoyen, prêtre diocésain, né le 3 avril 1760 à Rochefort-sur-Loire, François Peltier, prêtre diocésain, né le 26 avril 1728 à Savennières et  Pierre Tessier, prêtre diocésain, né le 11 mai 1766 à  La Trinité-d'Angers ;
- le 26 janvier 1794 :  Marie de La Dive, veuve de Henri François Esprit du Verdier de La Sorinière, laïque, née le 18 mai 1723 à Saint-Crespin-sur-Moine ;
- le 27 janvier 1794 : Rosalie du Verdier de La Sorinière (sœur Rosalie-Céleste), bénédictine des filles du Calvaire, née le 12 août 1745 à Saint-Pierre de Chemillé et Bénigne du Bessay, née le 5 septembre 1730 à Saint-Martin-des-Tilleuls[9] ;
- le 22 mars 1794 : François Chartier, prêtre diocésain, né le 6 juin 1752 à Marigné ;
- le 28 mars 1794 : Renée-Marie Feillatreau, épouse Dumont, laïque, née le 8 février 1751 à  Angers ;
- le 18 avril 1794, jour du Vendredi saint : Joseph Moreau, prêtre diocésain, né le 21 octobre 1763 à Saint-Laurent-de-la-Plaine ;
- le 24 août 1794 : André Fardeau, prêtre diocésain, né le 19 novembre 1761 à Soucelles ;
- le 14 octobre 1794 : Jacques Laigneau de Langellerie, prêtre diocésain, né le 17 avril 1747 à La Flèche.

#### Fusillés à Avrillé
- le 12 janvier 1794 : Antoine Fournier, laïc, marié, tisserand à la fabrique de Cholet[10], né le 26 janvier 1736 à La Poitevinière ;
- le 18 janvier 1794 : Victoire Gusteau, laïque, née en 1745 à Mauléon, Charlotte Lucas, laïque, née le 1er avril 1752 à Chalonnes-sur-Loire, Monique Pichery, laïque, née le 4 avril 1762 à Chalonnes-sur-Loire et Félicité Pricet, laïque, née vers 1745 à Mauléon ;
- le 1er février 1794 : 
  - Marie-Anne Vaillot, sœur de Saint Vincent de Paul, née le 13 mai 1736 à Fontainebleau,
  - Odile Baumgarten, sœur de Saint Vincent de Paul, née le 15 novembre 1750 à Gondrexange, Moselle,
  - Gabrielle Androuin, laïque, né le 6 septembre 1755 à Saint-Lambert-du-Lattay,
  - Perrine Androuin, laïque, née le 30 août 1760 à Saint-Lambert-du-Lattay,
  - Suzanne Androuin, laïque, née le 16 mars 1757 à  Saint-Lambert-du-Lattay,
  - Victoire Bauduceau, épouse Révellière, laïque, née le 20 septembre 1745 à Thouars,
  - Françoise Bellanger, laïque, née le 24 juin 1735 à La Trinité-d'Angers,
  - Perrine Besson, laïque, née vers 1742 aux Essarts,
  - Madeleine Blond, laïque, née vers 1763 à Angers,
  - Françoise Bonneau, laïque, née vers 1763 à Saint-Léger-sous-Cholet,
  - Jeanne Bourigault, laïque, née le 24 octobre 1757 à Chaudefonds-sur-Layon,
  - Renée Cailleau, épouse Girault, laïque, née le 6 juillet 1752 à Saint-Aubin-de-Luigné,
  - Marie Cassin, épouse Moreau, laïque, née le 2 janvier 1750 à Chanteloup,
  - Simone Chauvigné, veuve Charbonneau, laïque, née le 12 mars 1728 à Chaudefonds-sur-Layon,
  - Marie-Jeanne Chauvigné, épouse Rorteau, laïque, née le 21 février 1755 à La Jumellière,
  - Catherine Cottanceau, laïque, née vers 1733 à Bressuire,
  - Charlotte Davy, laïque, née le 19 octobre 1760 à Chalonnes-sur-Loire,
  - Louise Déan de Luigné, laïque, née le 17 novembre 1757 à Argenton-Notre-Dame,
  - Anne-Françoise de Villeneuve, laïque, née le 11 septembre 1741 à Seiches-sur-le-Loir,
  - Marie Fausseuse, épouse Banchereau, laïque, née vers 1740 à Boësse,
  - Jeanne Fouchard, épouse Chalonneau, laïque, née le 10 septembre 1747 à Chalonnes-sur-Loire,
  - Marie Gallard, épouse Quesson, laïque, née en 1739 à Saint-Laurent-de-la-Plaine,
  - Marie Gasnier, épouse Mercier, laïque, née le 8 novembre 1756 à Ménil,
  - Marie Grillard, laïque, née le 5 octobre 1753 à Saint-Pierre de Cholet,
  - Renée Grillard, laïque, née le 10 février 1766 à Saint-Pierre de Cholet,
  - Perrine Grille, laïque, née le 6 février 1742 à Rochefort-sur-Loire,
  - Jeanne Gruget, veuve Doly, laïque, née vers 1745 à Mauléon,
  - Anne Hamard, laïque, née vers 1742 à Saint-Clément,
  - Perrine Ledoyen, laïque, née le 16 septembre 1764 à Saint-Aubin-de-Luigné,
  - Marie Lenée, épouse Lepage de Varancé, laïque, née le 14 juillet 729 à Saint-Nicolas de Saumur,
  - Marie Leroy, épouse Brevet, laïque, née vers 1755,
  - Marie Leroy, laïque, née le 19 mai 1771 à Montilliers,
  - Renée Martin, épouse Martin, laïque, née vers 1752,
  - Françoise Michau, laïque, née vers 1765,
  - Jacquine Monnier, laïque, née le 16 janvier 1726 à Saint-Melaine-sur-Aubance,
  - Françoise Pagis, épouse Railleau, laïque, née le 14 octobre 1732 à Gouis,
  - Madeleine Perrotin, veuve Rousseau, laïque, née le 30 mars 1744 à Saint-Germain-des-Prés,
  - Perrine-Charlotte Phelippeaux, épouse Sailland d'Epinatz, laïque, née le 13 mai 1740 à Saint-Nicolas de Saumur,
  - Marie Anne Pichery, épouse Delahaye, laïque, née le 30 juillet 1754 à Chalonnes-sur-Loire,
  - Rose Quenion, laïque, née le 20 janvier 1764 à Mozé-sur-Louet,
  - Louise-Olympe Rallier de la Tertinière, veuve  Étienne Thomas Déan, laïque, née le 24 avril 1732 à Château-Gontier,
  - Marguerite Rivière, épouse Huau, laïque, née le 20 août 1756 à La Ferrière-de-Flée,
  - Marie Rouault, épouse Bouju, laïque, née le 26 octobre 1744 à Vezins,
  - Perrine Sailland d'Epinatz, laïque, née le 24 mars 1768 à Saint-Nicolas de Saumur,
  - Jeanne Sailland d'Epinatz, laïque, née le 3 juillet 1769 à Saint-Nicolas de Saumur,
  - Madeleine Sailland d'Epinatz, laïque, née le 9 août 1770 à Saint-Nicolas de Saumur,
  - Renée Valin, laïque, née le 8 mars 1760 à Chaudefonds-sur-Layon ;
- le 10 février 1794 :
  - Louise Bessay de La Voute, laïque, née le 22 août 1721 à Saint-Mars-des-Prés,
  - Catherine du Verdier de La Sorinière, laïque, née le 29 juin 1758 au château de la Sorinière,
  - Marie-Louise du Verdier de La Sorinière, laïque, née le 27 juin 1765 au château de la Sorinière

- - Pierre Frémond, laïc, né le 16 septembre 1754 à Chaudefonds-sur-Layon,
  - Marie-Anne Hacher du Bois, laïque, née le 3 avril 1765 à Jallais,
  - Louise Poirier, épouse Barré, laïque, née le 22 février 1754 au Longeron ;
- le 16 avril 1794 : 
  - Pierre Delépine, laïc, né le 24 mai 1732 à Marigné,
  - Jean Ménard, laïc, marié, né le 16 novembre 1736 à Andigné,
  - Renée Bourgeais, veuve Juret, laïque, née le 12 novembre 1751 à Montjean,
  - Perrine Bourigault, laïque, née le 7 août 1743 à Montjean,
  - Madeleine Cady, épouse Desvignes, laïque, née le 7 avril 1756 à Saint-Maurille de Chalonnes,
  - Marie Forestier, laïque, née le 16 janvier 1768 à Montjean,
  - Marie Gingueneau, veuve Coiffard, laïque, née vers 1739,
  - Jeanne Gourdon, veuve Moreau, laïque, née le 8 octobre 1733 à Sainte-Christine,
  - Marie Lardeux, laïque, née vers 1748,
  - Perrine Laurent, laïque, née le 2 septembre 1746 à Louvaines,
  - Jeanne Leduc, épouse Paquier, laïque, née le 10 février 1754 à Chalonnes,
  - Anne Maugrain, laïque, née le 12 avril 1760 à Rochefort-sur-Loire,
  - Françoise Micheneau, veuve Gillot, laïque, née le 19 mai 1737 à Chanteloup-les-Bois,
  - Jeanne Onillon, veuve Onillon, laïque, née le 19 avril 1753 à Montjean,
  - Marie Piou, épouse Supiot, laïque, née le 19 mai 1755 à Montrevault,
  - Perrine Potier, épouse Turpault, laïque, née le 26 avril 1750 à Cléré-sur-Layon[11],
  - Marie-Geneviève Poulain de La Forestrie, laïque, née le 3 janvier 1741 au Lion-d'Angers,
  - Marthe Poulain de La Forestrie, laïque, née le 2 octobre 1743 au Lion-d'Angers,
  - Renée Rigault, épouse Papin, laïque, née le 14 mai 1750 à Saint-Florent-le-Vieil,
  - Marguerite Robin, laïque, née le 22 décembre 1725 à Montjean,
  - Marie Rechard, laïque, née le 29 avril 1763 à Montjean,
  - Marie Roger, veuve Chartier, laïque, née le 14 juin 1727 à Montjean,
  - Madeleine Sallé, épouse Havard, laïque, née vers 1751,
  - Renée Sechet, veuve Davy, laïque, née le 28 décembre 1753 à Montjean,
  - Françoise Suhard, veuve Ménard, laïque, née le 5 février 1731 à Sainte-Gemmes-d'Andigné[N 2],
  - Jeanne Thomas, veuve Delaunay, laïque, née vers 1730.

À ce groupe s'ajoute l'abbé Noël Pinot guillotiné le 21 février 1794 et proclamé bienheureux le 31 octobre 1926 par Pie XI.

### Fête
La mémoire liturgique des martyrs d'Angers est célébrée le 1er février.